# Max Herz Pascià
Max Herz (Ottlaka, 19 maggio 1856 – Zurigo, 5 maggio 1919) è stato un architetto e storico dell'arte ungherese, conservatore e direttore di museo, attivo in Egitto.
Max Herz, il cui nome originale ungherese era Herz Miksa, nacque in una cittadina ungherese che oggi si trova in Romania e che ha mutato il suo nome in Grăniceri.

## Biografia

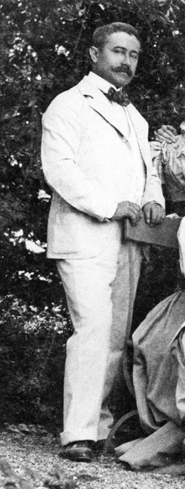
Max Herz nel 1897 a Stresa

Max Herz nacque in una famiglia di mezzi economici limitati. Suo padre era un agricoltore. Max Herz finì i suoi studi elementari e medi a Temesvár (oggi Timișoara, Romania). Studiò architettura sotto Alajos Hauszmann a Budapest (Università Tecnica; 1874-1877) e sotto Henrich von Ferstel e Carl König a Vienna (Università Tecnica; 1877-1880). Dopo il suo esame finale, intraprese un lungo viaggio in Italia, e poi in Egitto nell'autunno del 1880. Pressoché inatteso, Julius Franz Pascià, capo dell'Ufficio Tecnico del Ministero del Waqf (ossia degli Affari Religiosi) offrì un lavoro a Herz al Cairo. Egli accettò e assunse l'incarico, che prevedeva anche la responsabilità della conservazione delle moschee. Come architetto-capo del Comité de Conservation des Monuments de l'Art Arabe, sovrintese alla conservazione dei monumenti dell'architettura arabo-islamica e copta in tutto l'Egitto, innanzi tutto quelli del Cairo, dal 1890 fino al termine del 1914.
Con lo scoppio della prima guerra mondiale, alla fine del 1914, Herz, un cittadino ungherese, fu costretto ad andare in pensione e a subire l'espulsione dal Paese come uno straniero nemico da parte delle autorità britanniche; malgrado ufficialmente fosse una provincia autonoma dell'Impero ottomano che godeva di diritti speciali, l'Egitto era stato sotto il giogo britannico dal 1882, in conseguenza della fallita insurrezione patriottica di Aḥmad ʿOrābī. Abbandonando alle spalle ogni suo avere, si recò a Milano con la sua famiglia, dove vivevano i parenti della moglie italiana. L'Italia poco dopo (24 maggio 1915) cessò di essere Paese neutrale, condizione per poter ricevere la pensione guadagnatasi in Egitto, cosicché Herz si trasferì in Svizzera, a Zurigo. 
Il mondo nel quale era vissuto fino ad allora collassò e, quel che per lui era peggio, suo figlio diciassettenne era morto improvvisamente nell'autunno del 1914: dolore dal quale Max Herz non si riprese mai del tutto. L'uomo, che si era sempre mostrato in precedenza ricco di ottimismo, gradatamente mutò carattere e in breve sviluppò una malattia gastrica alla quale non erano certi estranei i sentimenti di drammatica afflizione che pativa, e morì nel corso di un'operazione chirurgica per risolvere i suoi mali. Ubbidendo alle sue stesse precise volontà, egli fu sepolto nella tomba che egli stesso aveva progetto per il figlio nel Riparto israeliti del Cimitero monumentale di Milano. 
Nel 1944 sua figlia Theresia morì ad Auschwitz, mentre suo nipote Ciro De Benedetti era stato salvato da Mario Canessa. 
La moglie morì nel 1949, e venne anch'ella sepolta nella tomba familiare.

## Attività

### Conservazione di monumenti
Nel XIX secolo, lo stato di conservazione dei monumenti arabo-islamici in Egitto si era gravemente e rapidamente deteriorato. Per contrastare questo degrado, il Chedivè Tawfīq aveva fondato nel 1881 il Comité de Conservation des Monuments de l'Art Arabe. Di esso Max Herz assunse la guida, succedendo a Julius Franz Pascià, andato a riposo nel 1887 e dal 1890 occupò anche il posto di Architetto Capo, creato espressamente per lui. Il Presidente del Comité era ex officio il ministro egiziano del Waqf ma la reale direzione degli affari era affidata all'Architetto Capo. Le decisioni erano prese collettivamente nel corso delle riunioni del Comité, composte in parte da egiziani e in parte da esperti europei. Tuttavia, sulla scorta della qualificazione, esperienza, attaccamento al lavoro, capacità di lavoro e non da ultimo della sua posizione, Herz svolse un ruolo decisivo nel Comité, che subito estese la sfera delle proprie attività anche ai monumenti dell'arte copta (la conservazione dei monumenti dell'architettura dell'antico Egitto faraonico era un fine istituzionale di numerose organizzazioni governative egiziane).

Max Herz occupò questo posto per un quarto di secolo (1890-1914) e, per le sue competenze, svolse un importante ruolo nella conservazione dei monumenti architettonici arabo-islamici e copti. Il debito contratto nei suoi confronti, vista la sua azione di salvaguardia di un gran numero di monumenti, è assai grande, e le sue attività sono considerate esemplari fino ad oggi. Herz seguì il metodo del "restauro stilistico", vale a dire il disfarsi delle ultime superfetazioni di scadente qualità del manufatto per riportarlo all'originale, di maggior qualità, anche sotto il profilo culturale, “che non sarebbe mai potuto esistere in ogni altro momento”. L'altro approccio estremo alla conservazione architettonica richiedeva di evitare qualsiasi tipo di restauro o di ricostruzione; solo era consentita la conservazione del monumento nella sua forma realmente esistente, senza alcuna aggiunta. Herz credeva nel restauro stilistico ma lo praticava con moderazione, buon gusto e buon senso. Questo approccio era in parte determinato dalla cronica mancanza di fondi a disposizione del Comité, che non consentiva un completo restauro su larga scala. In una primissima fase, il Comité decise che il suo compito di gran lunga prioritario fosse quello di garantire la sopravvivenza del maggior numero di monumenti.

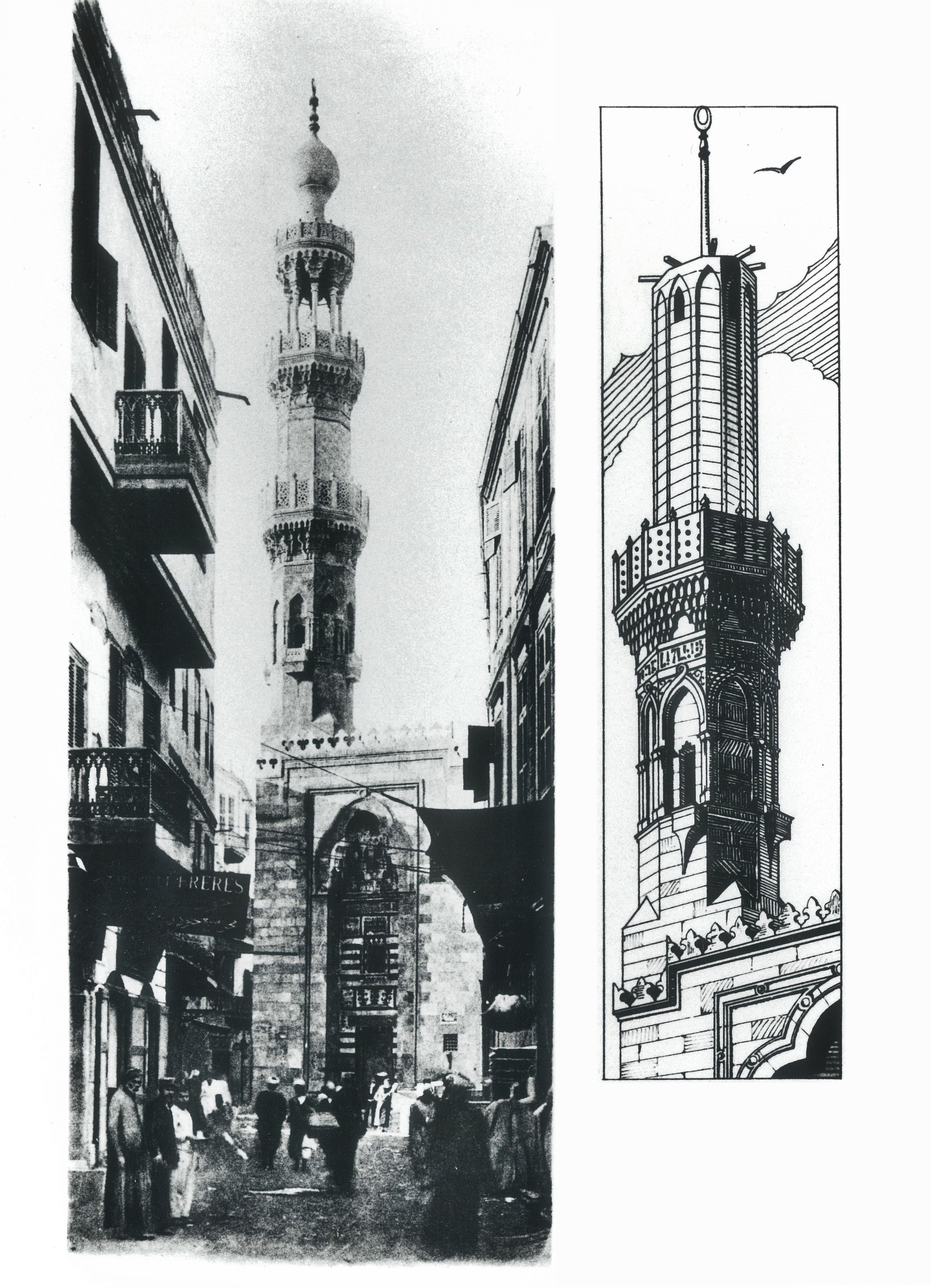
Il minareto della moschea di Qāḍī Yaḥyā Zayn al-Dīn al Cairo, prima e dopo il restauro. La parte superiore fu ricostruita su base analogica, in quanto non era disponibile alcuna informazione circa la sua forma originale.

Nella pratica di Herz, la “purezza stilistica” significava che in caso di periodi in cui l'architettura era ben nota a causa dell'esistenza di numerosi altri monumenti similari, egli considerava lecita la ricostruzione sulla base di un ragionamento deduttivo. Questo fu il caso di moschee del tardo periodo mamelucco burji (circasso), che era rappresentato da numerosi splendidi edifici di culto al Cairo, vari raffinati minareti dei quali, ad esempio, erano in molti casi danneggiati a causa della fragilità dei materiali. D'altro canto, l'architettura del periodo fatimide era scarsamente nota, tanto che Herz lasciò inalterato il tardo sgradevole minareto che aveva sostituito l'originale manufatto della Moschea al-Aqmar (1125) quando egli dovette restaurarlo, proprio per il fatto che non vi era alcuna informazione sul suo aspetto originale e si sapeva troppo poco dei minareti fatimidi in genere (i suoi successori espressero un rispetto assai minore nella ricostruzione della moschea del vizir fatimide al-Ṣāliḥ Ṭalāʾīʿ b. Ruzzīk (1160), sull'originale aspetto della quale essi possedevano solo scarse informazioni). La sostituzione delle strutture mancanti (e.g., fontana, minbar) come richiesto dal “restauro stilistico” era un'impellente necessità da un punto di vista pratico nel caso delle moschee, indipendentemente dal fatto che la loro forma originale fosse nota oppure no, perché l'osservazione religiosa doveva essere ripresa in loro dopo il completamento del restauro dal Comité.

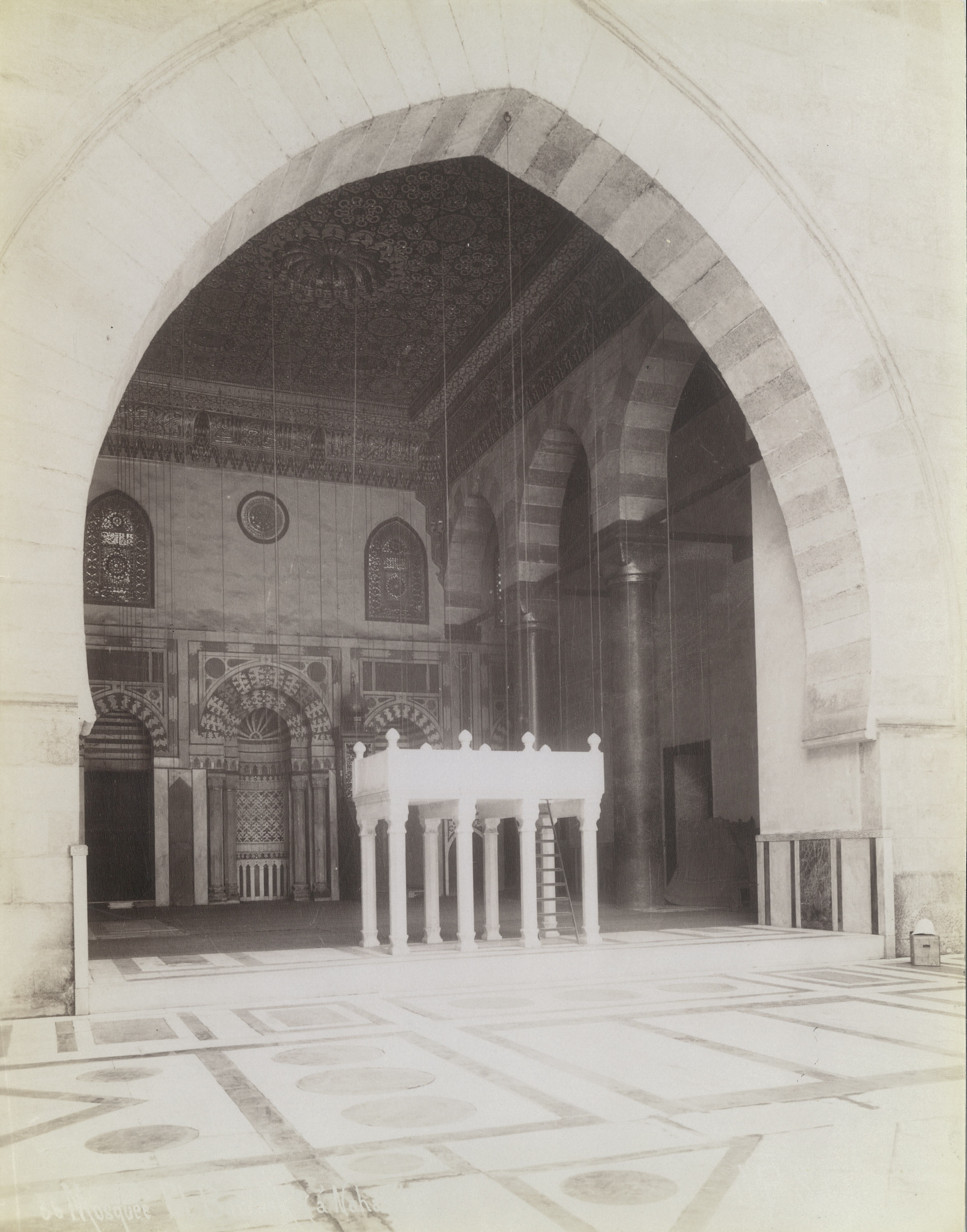
Pulpito nella moschea del Sultano Barqūq.

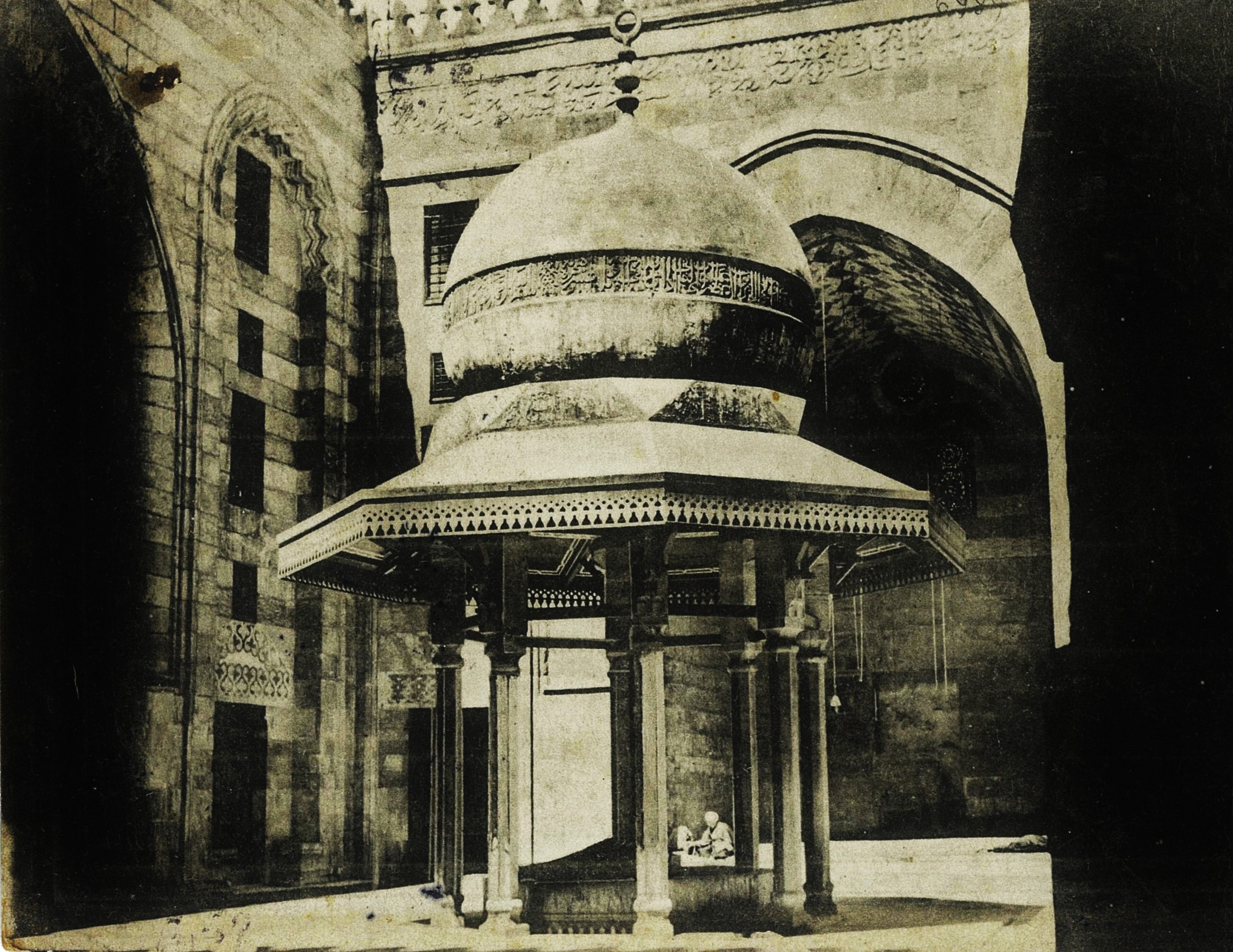
Fontana nella moschea del Sultano Barqūq. Ricostruzioni analogiche di Herz, visto che non era disponibile alcuna informazione sulla sua forma originaria.

Esiste un dibattito ininterrotto circa la teoria e la pratica della conservazione architettonica in tutto il mondo, in cui trovano spazio varie e profondamente diverse opinioni, spesso dipendenti da determinate circostanze. Nella teoria e nella pratica, il Comité seguì i più aggiornati standard messi a punto nel mondo occidentale. Il metodo adottato dal Comité sotto la guida di Herz Pascià è considerato come esemplare ed è attualmente seguito nella pratica della conservazione in Egitto ai giorni nostri. Era perfettamente naturale che opinioni diverse dessero voce a una serie di questioni complesse, specialmente considerando che nel periodo in discussione il Comité funzionava in un Paese sotto dominazione britannica. Le attività del Comité erano caratterizzate da un alto livello di professionalità, precisione e devozione. Nairy Hampikian scrisse, allorché ebbe completato il restauro della fatimide Bāb Zuwayla (1092), una delle porte della città medievale: “Ho deliberatamente incluso molti dettagli minori nel riepilogo di queste attività del Comité, perché sono convinta che essi aiuteranno a contrastare giudizi concettuali e politici affrettati sulle sue attività. ... L'amore e la cura che sono stati trasmessi a questi monumenti attraverso il lavoro del Comité, la meticolosa professionalità con cui hanno operato i suoi membri e la sincerità dei loro sforzi è spesso sottostimata. Inoltre, il grado di serietà con cui queste persone si sono accostate al loro lavoro è solo realmente evidente quando uno osservi le loro linee di ragionamento che tengono conto della singola struttura attraverso un certo numero di anni”. Il Comité documentò scrupolosamente le sue attività. Tale documentazione è sopravvissuta e la sua indagine scientifica è avviata. Il Comité ha pubblicò un Bollettino annuale in lingua francese sulle sue attività, che furono tradotte poi in lingua araba.

#### Monumenti completamente restaurati da Herz[14]
- la porta fatimide di Bab Zuwayla (1092)
- la moschea al-Aqmar (1125)[15]
- il Complesso di Qalawun (mausoleo, madrasa-moschea, bimaristan/ospedale; 1284-1285)[16]
- la moschea dell'Amīr al-Marīdānī (1339-40)
- la moschea-madrasa di Sulṭān Ḥasan (1356-1362), che molti considerano il monumento più splendido architettonico arabo-islamico al Cairo, e qualcuno addirittura nel mondo[17]
- la moschea-madrasa di Sulṭān Barqūq (1384-1386) nel Bazar dei calderai[18]
- la moschea di Yaḥyā Zayn al-Dīn (848/1444), nelle vicinanze di al-Azhar
- il mausoleo-madrasa di Sulṭān Qāytbāy (1472) nel cimitero settentrionale[19]
- la moschea-madrasa di Sulṭān Qāytbāy intra muros (1475)
- la moschea dell'Emiro Ghānim al-Bahlawān (1478-1510)[20]
- la moschea di Abū Bakr ibn Muzhir (1479-1480)
- la moschea di Qigmās al-Isḥāqī (1480-1481)
- il palazzo di Jamāl al-Dīn al-Dahabī (1637)
- il Sabil-Kuttab (fontana-scuola) di ʿAbd al-Raḥmān Katkhudā (1744).[21]

Herz intraprese importanti lavori di restauro della Moschea di al-Azhar (970-972) e a lui dobbiamo la sopravvivenza della Cittadella di Qaytbay (o Forte Qāytbāy) (1477), che il Sultano mamelucco eresse sulle rovine del Faro di Alessandria ad Alessandria d'Egitto.

## Progetti più importanti realizzati di Max Herz

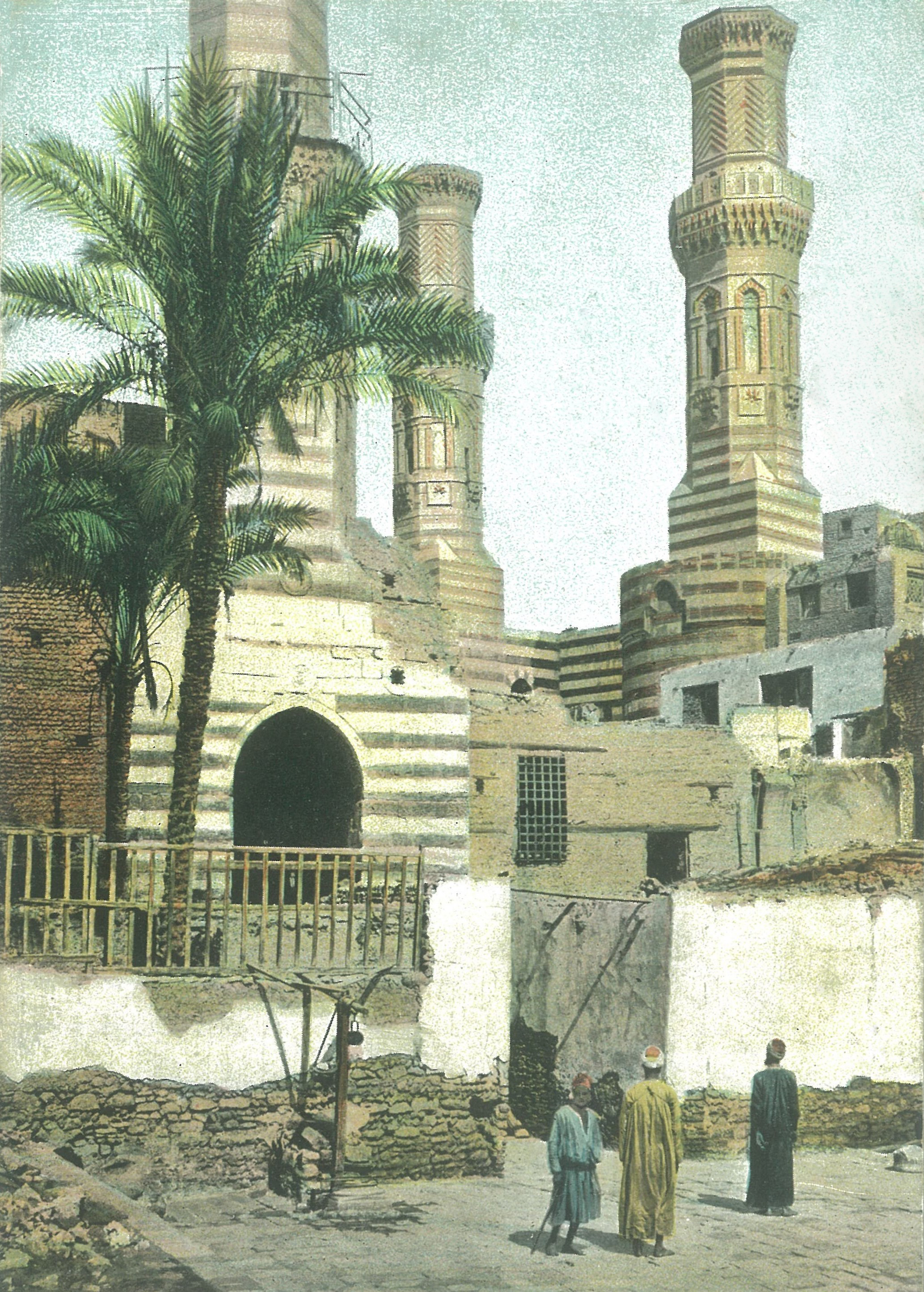
La corte della moschea del vizir fatimide al-Ṣāliḥ Ṭalāʾīʿ b. Ruzzīk, col minareto che sovrasta l'ingresso sulla sinistra. Il minareto fu rimosso nel 1923. Sullo sfondo si possono scorgere la coppia di minareti troncati della moschea di al-Mu'ayyad Shaykh che sovrastano Bāb Zuwayla prima del restauro.
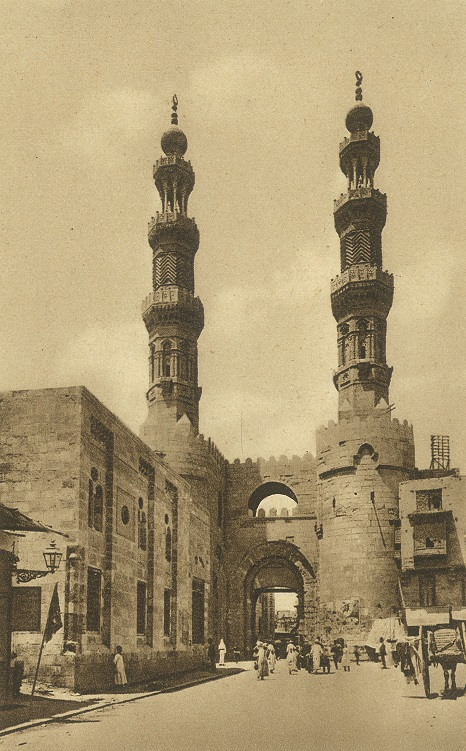
La porta fatimide di Bāb Zuwayla con i minareti gemelli della moschea di al-Mu'ayyad Shaykh. Herz restaurò sia la porta sia gli splendidi minareti.
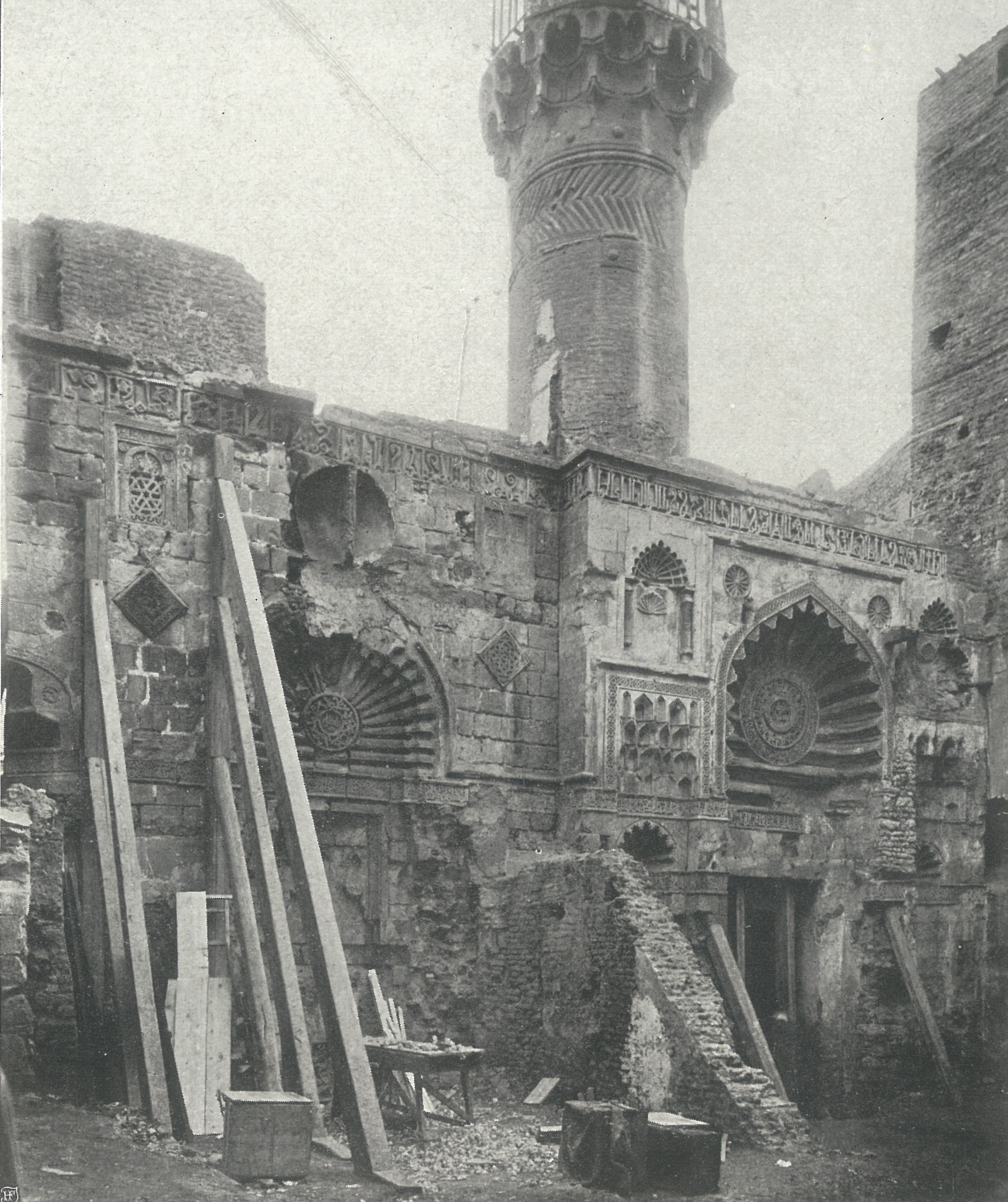
La moschea al-Aqmar. La facciata durante la ripulitura. La facciata era stata completamente ricoperta di stalle, che Herz e il Comité riuscirono a rimuovere sul fianco sinistro nel corso di una lunga e difficoltosa procedura legale.
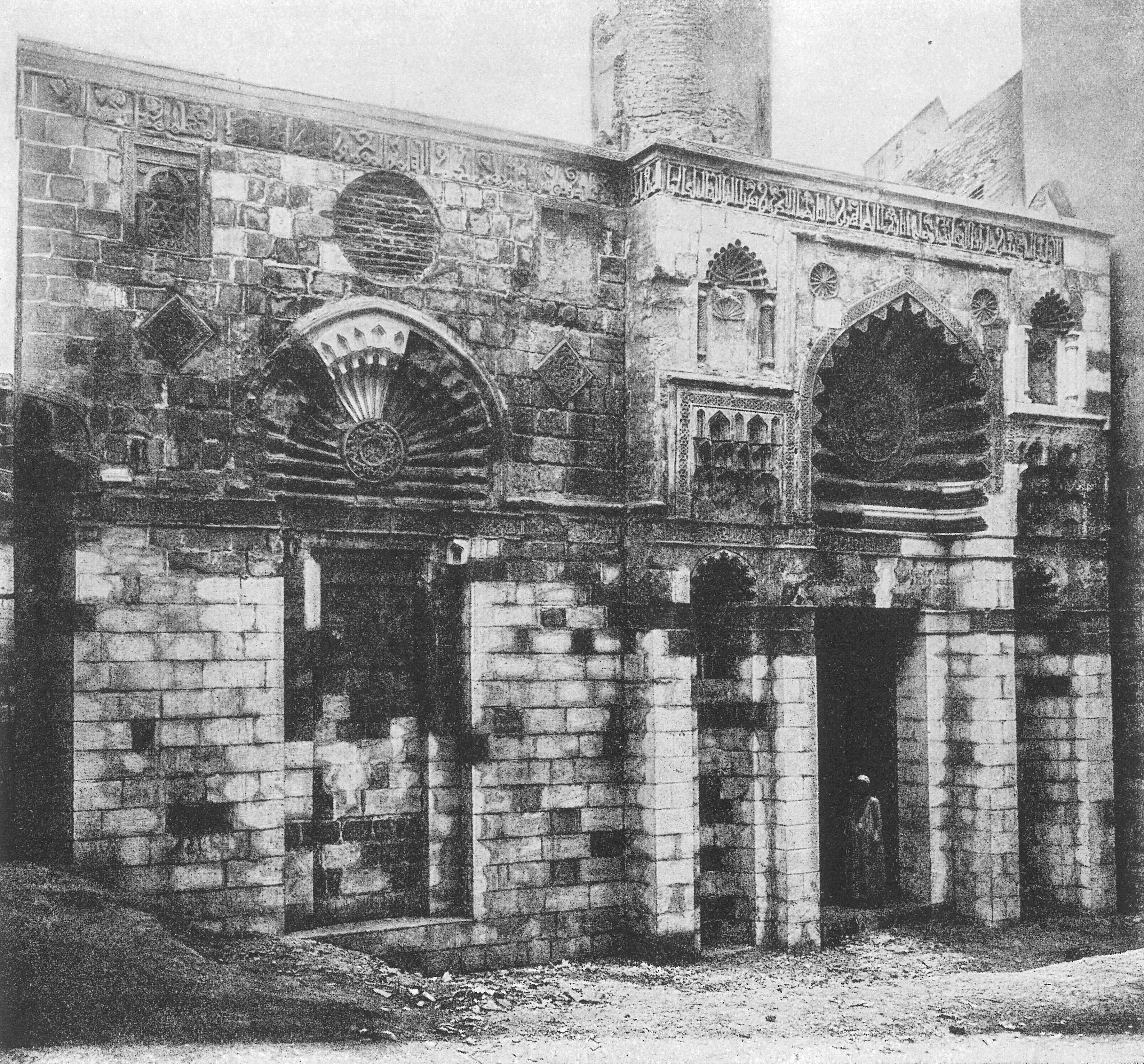
La moschea al-Aqmar. La facciata dopo la ripulitura.
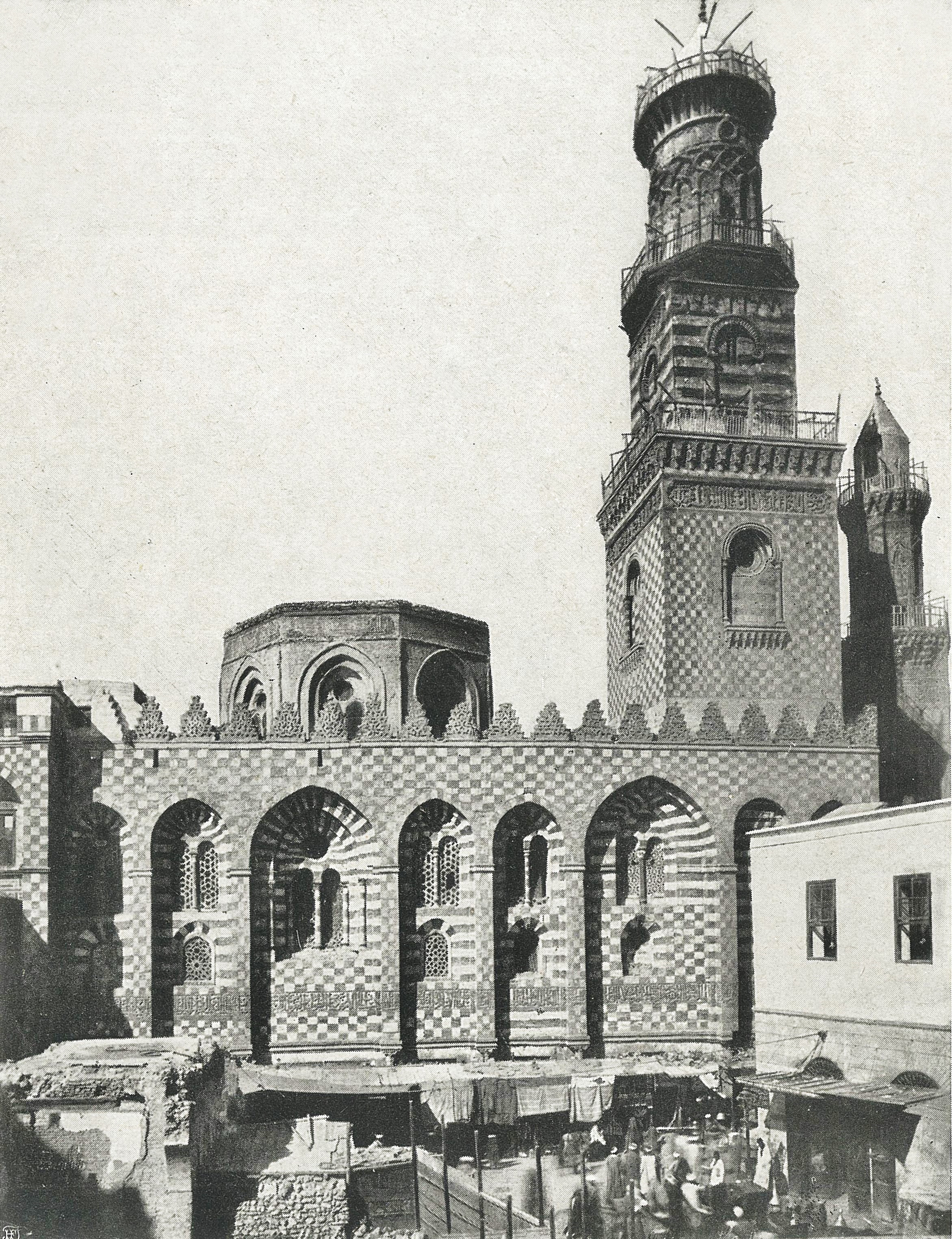
Il mausoleo di Sulṭān Qalāwūn. La facciata con le stalle prima del restauro.
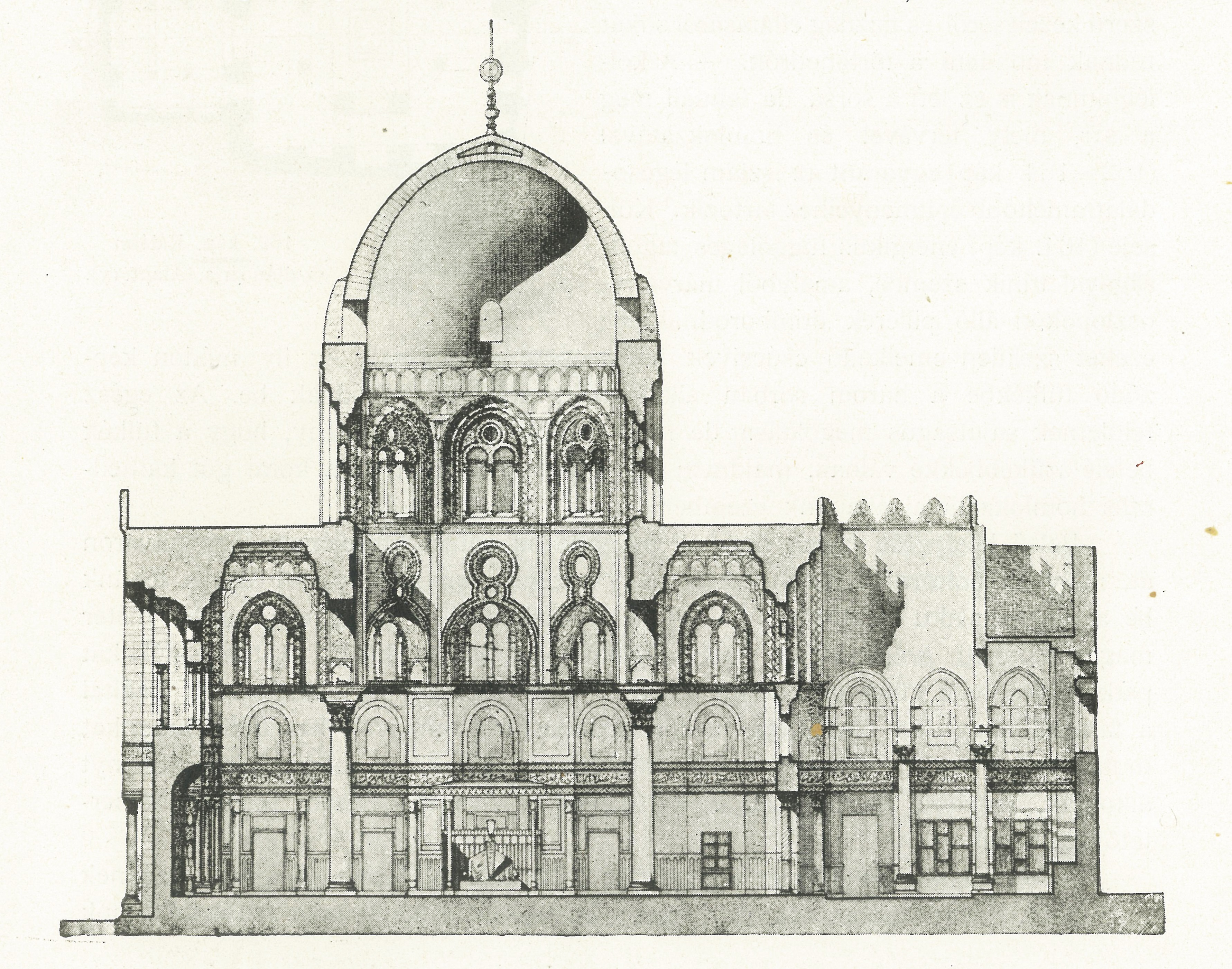
Il mausoleo di Sulṭān Qalāwūn. Mappa di ricostruzione della cupola.
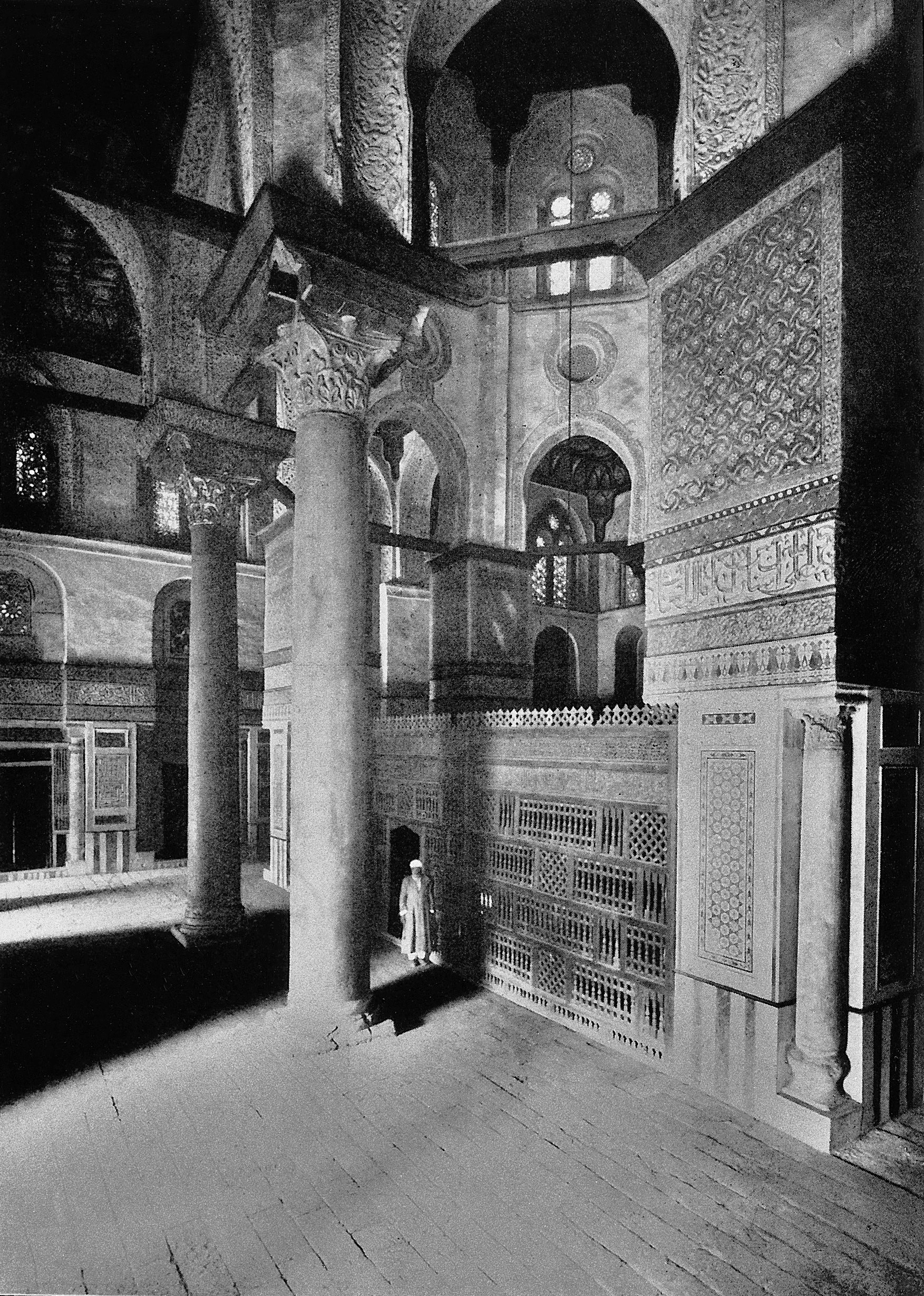
L'interno del mausoleo di Sulṭān Qalāwūn dopo il restauro.
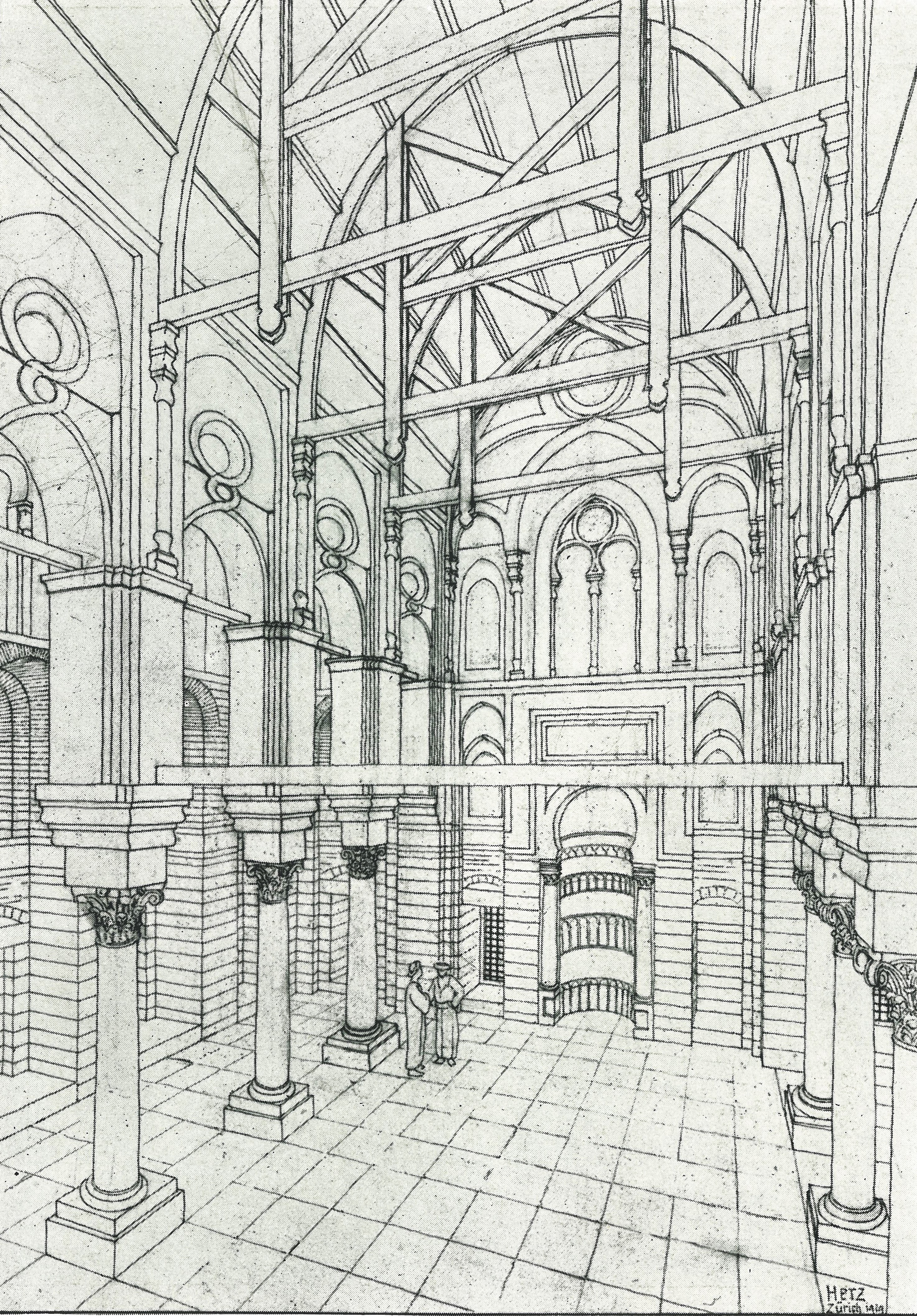
Progetto di Herz per il restauro della madrasa-moschea di Sulṭān Qalāwūn, che egli disegnò durante il suo esilio a Zurigo nel 1919. Successivamente fu portato a termine un altro progetto.
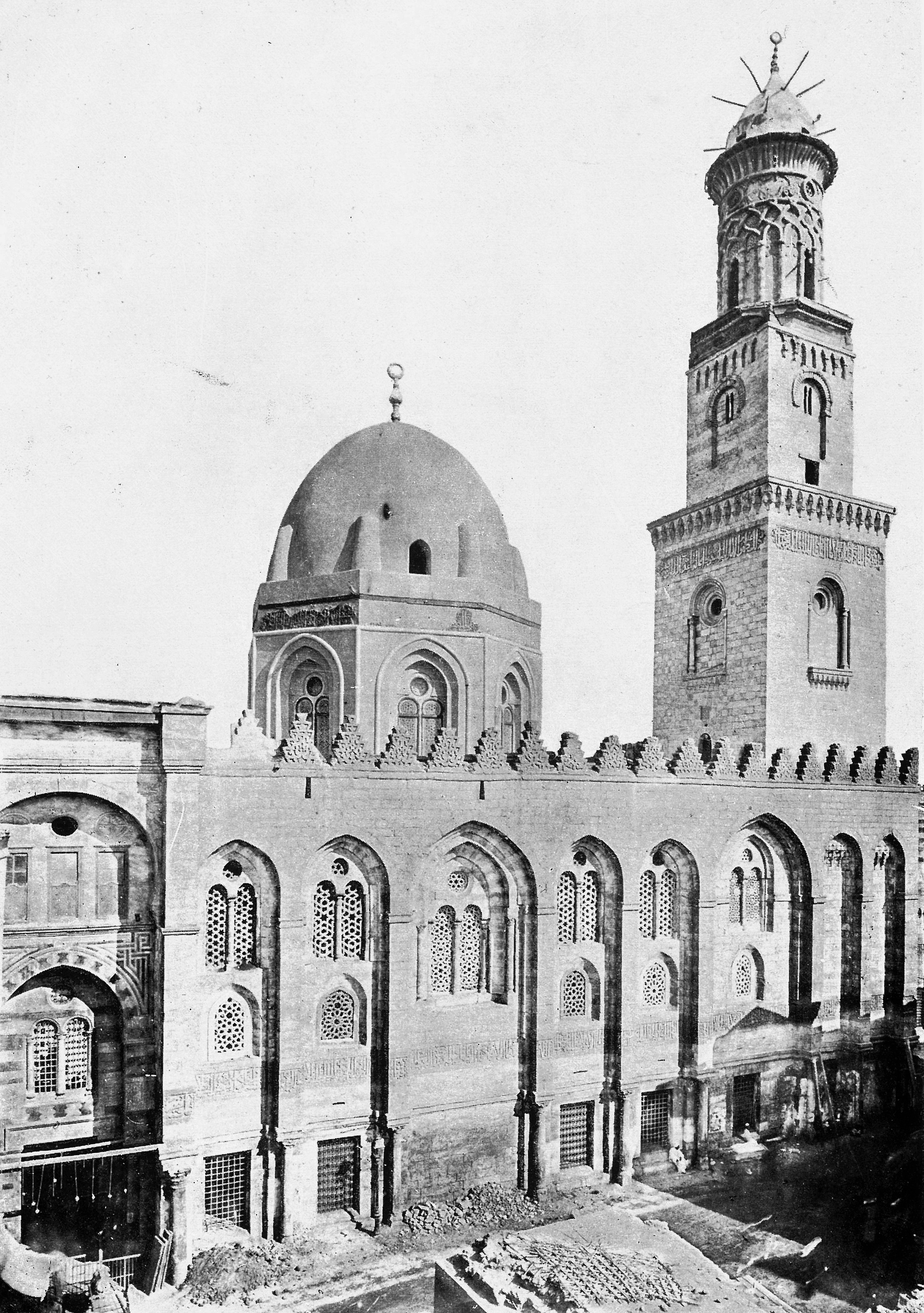
Il mausoleo di Sulṭān Qalāwūn dopo il restauro.
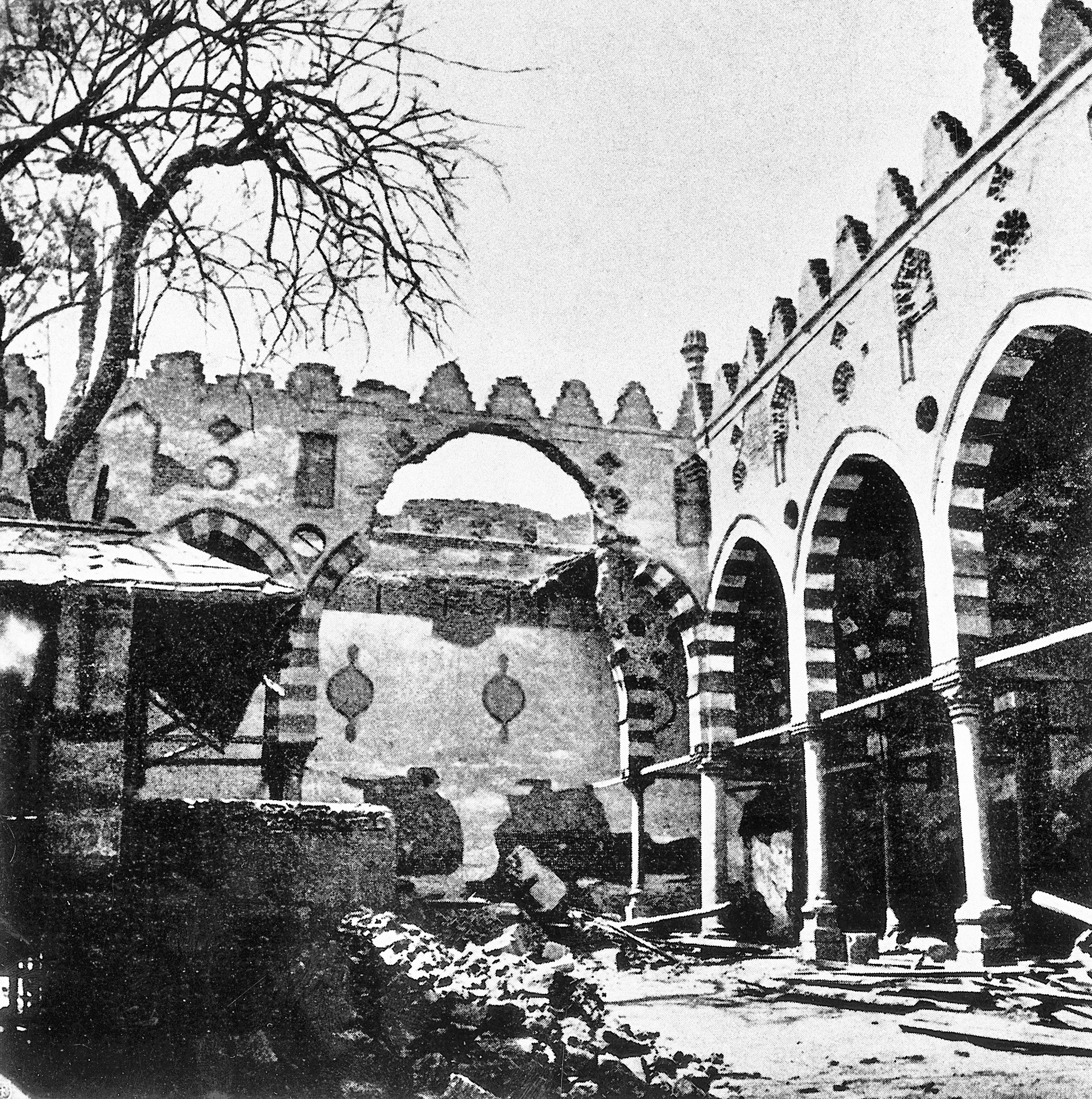
Corte (saḥn) della moschea dell'Amīr al-Marīdānī prima del restauro.
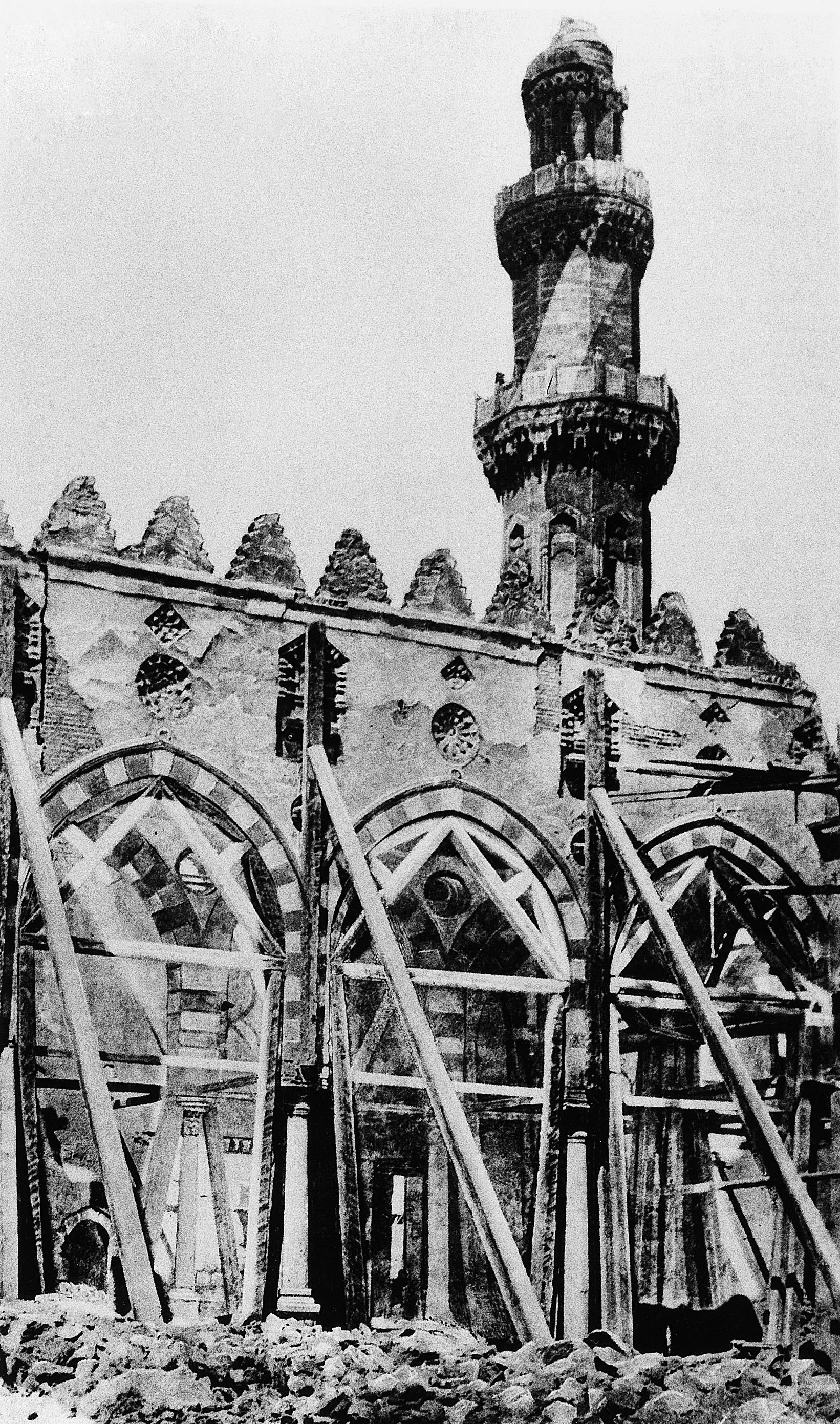
Corte della moschea dell'Amīr al-Marīdānī durante i lavori di restauro.
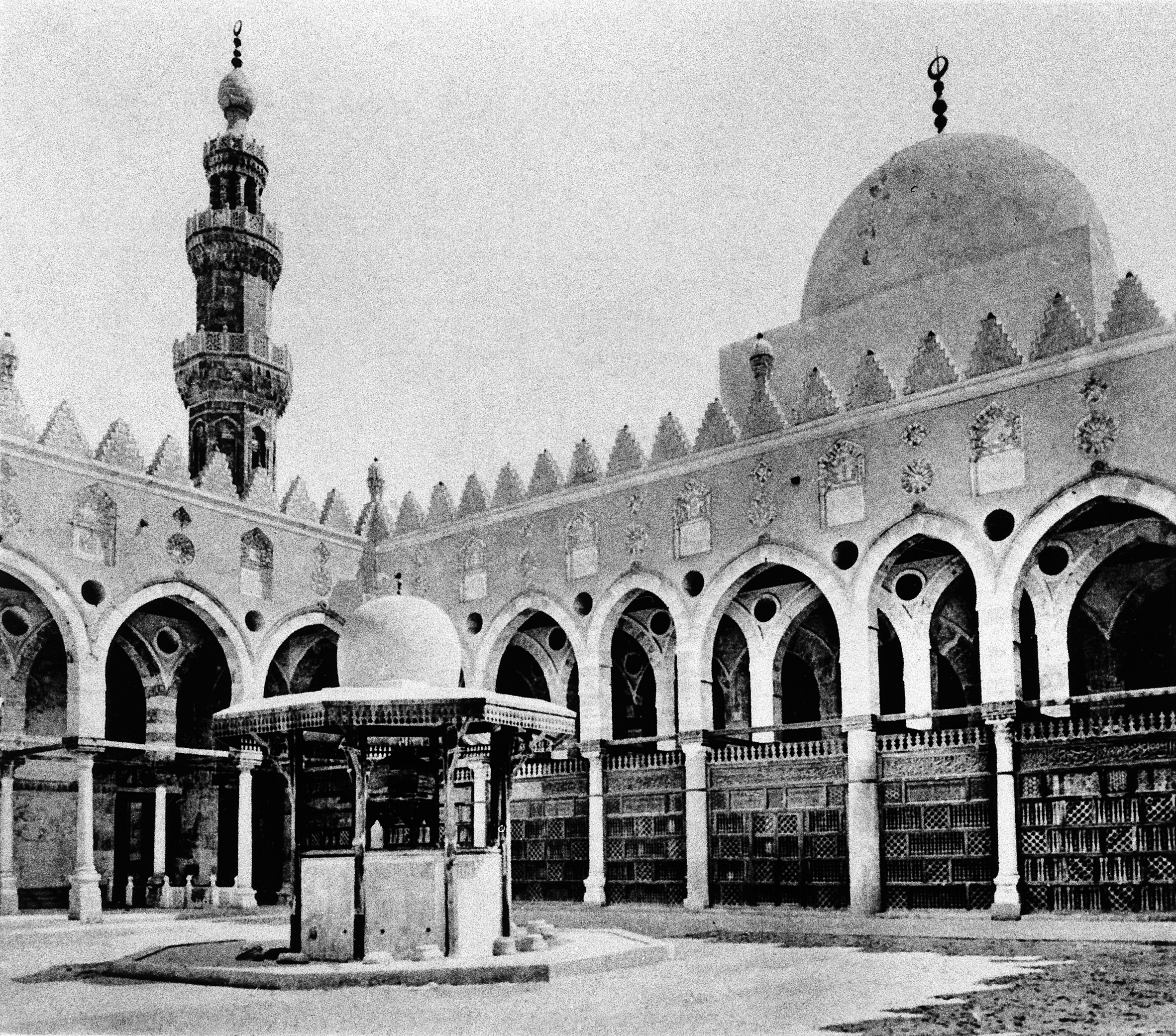
Corte della moschea dell'Amīr al-Marīdānī dopo il restauro.
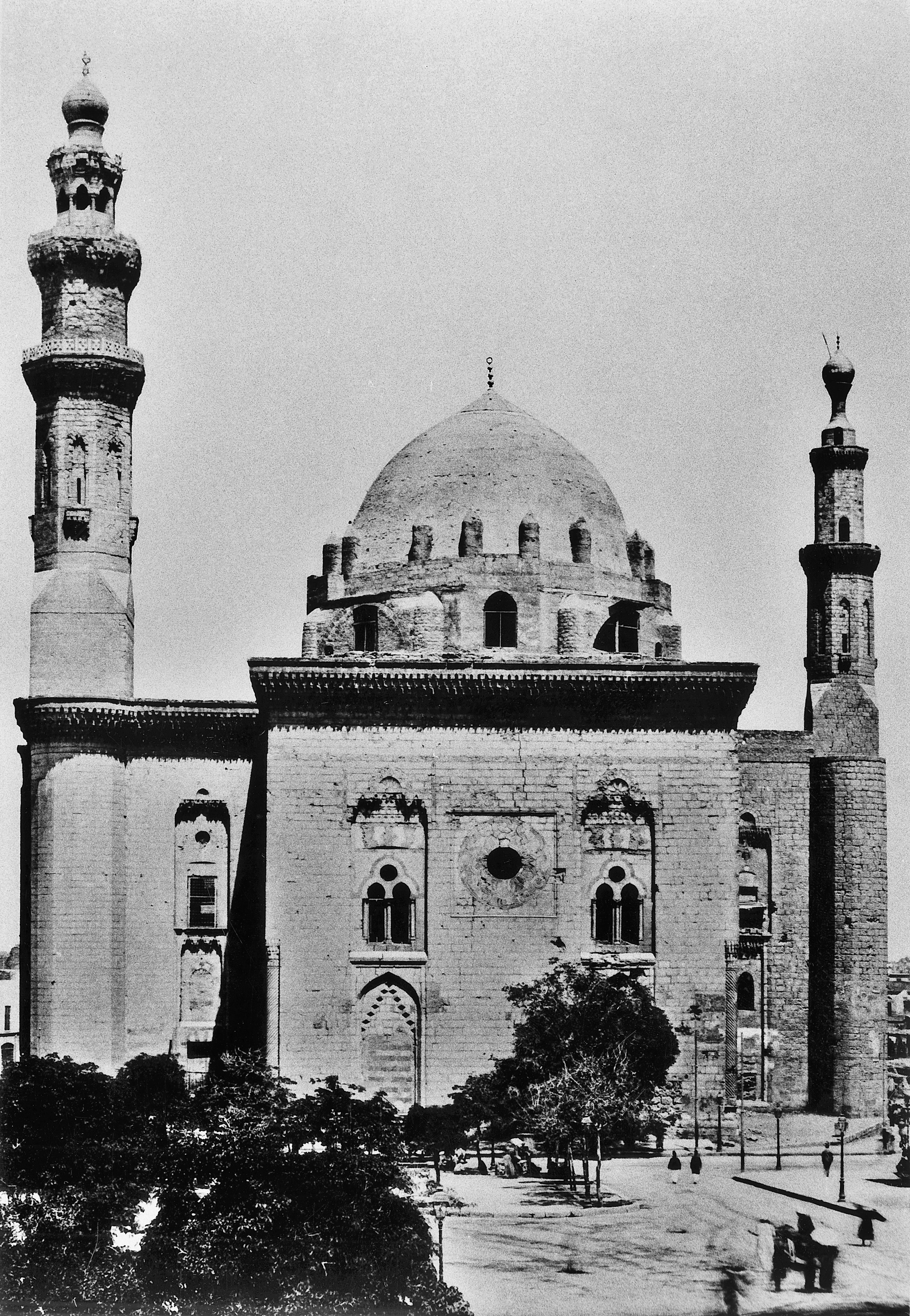
La madrasa-moschea di Sulṭān Ḥasan prima del restauro.
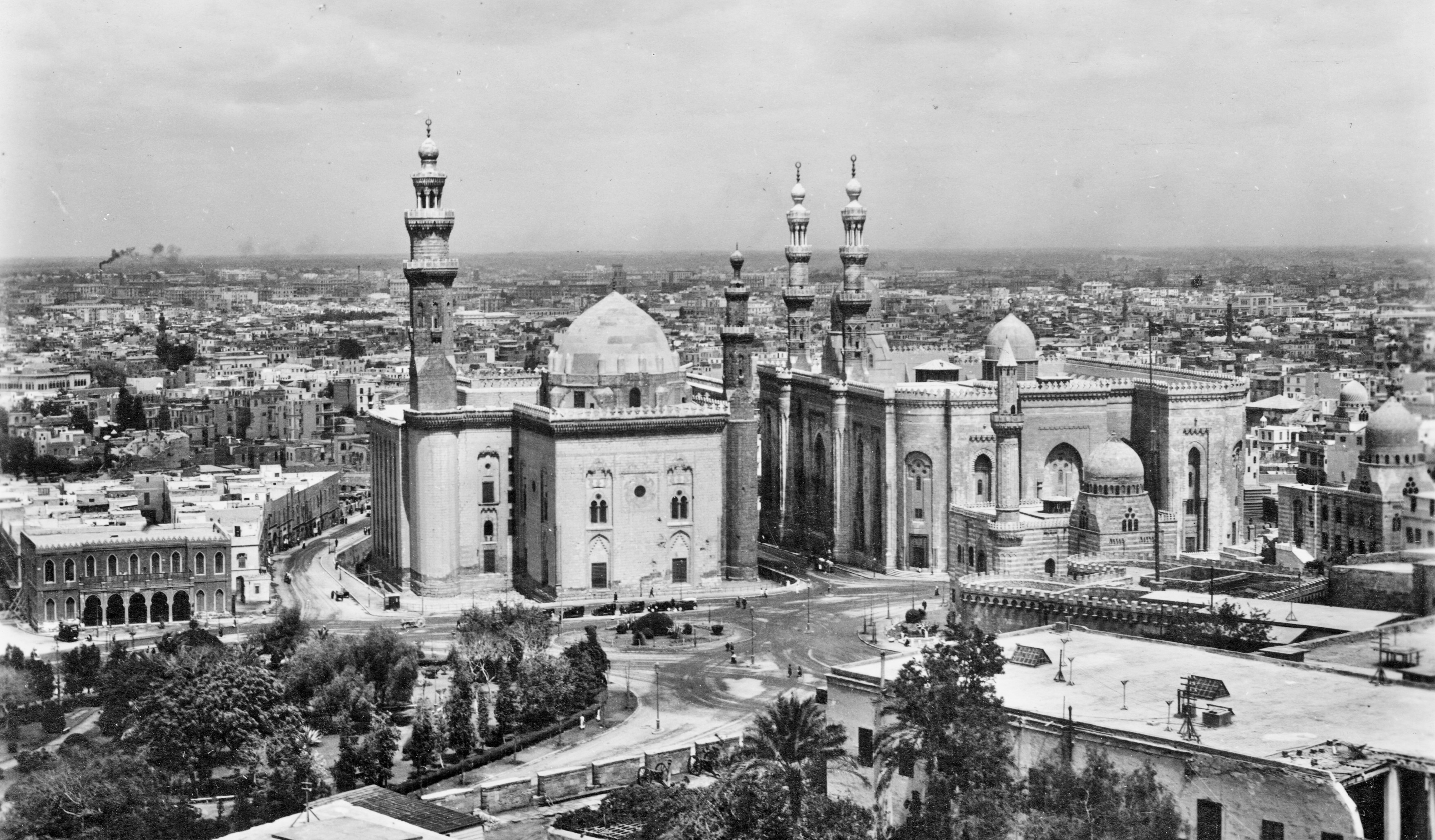
La madrasa-moschea di Sulṭān Ḥasan dopo il restauro, con la Moschea di al-Rifāʿī.
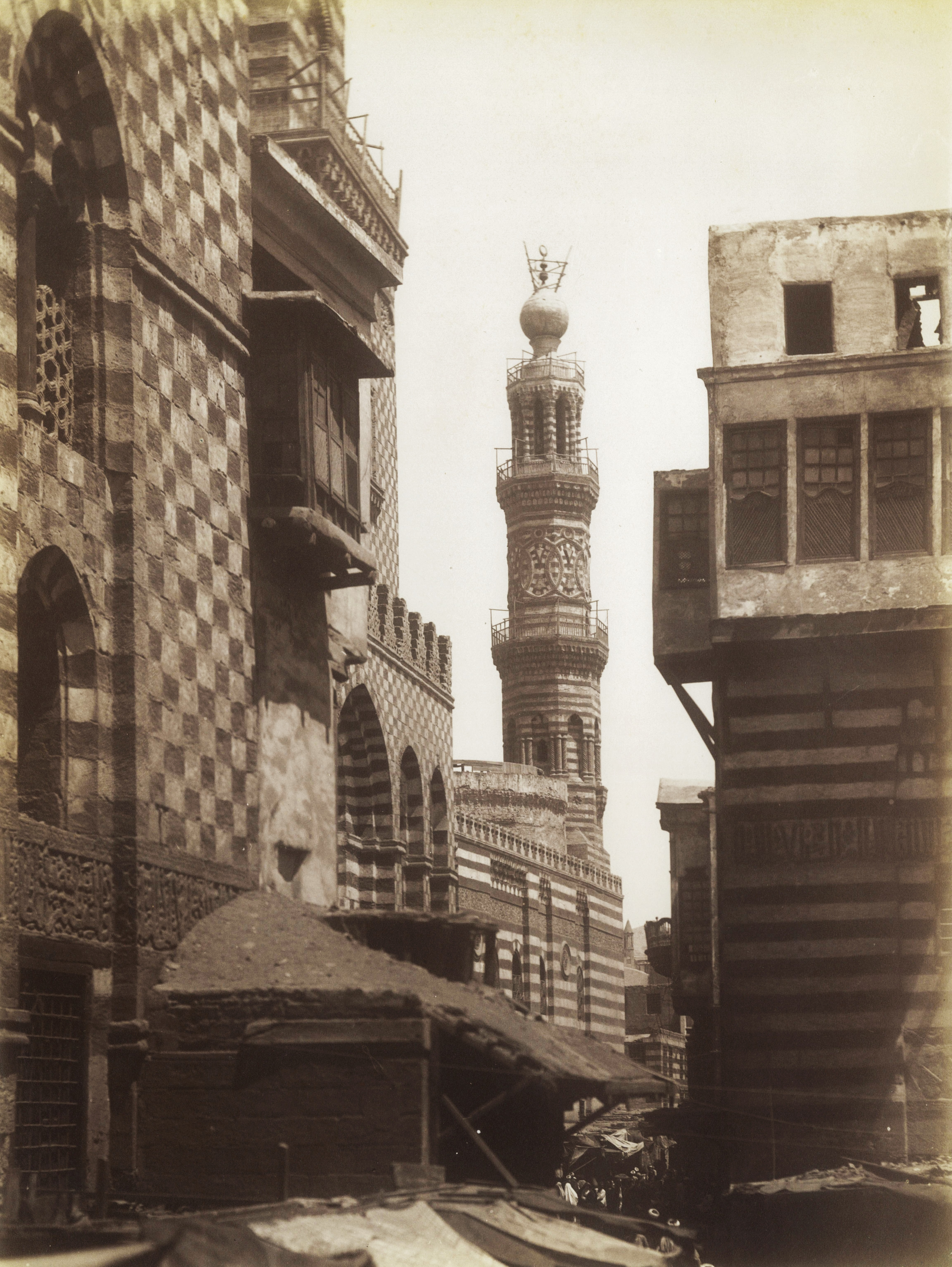
La madrasa-moschea di Sulṭān Barqūq prima del restauro.
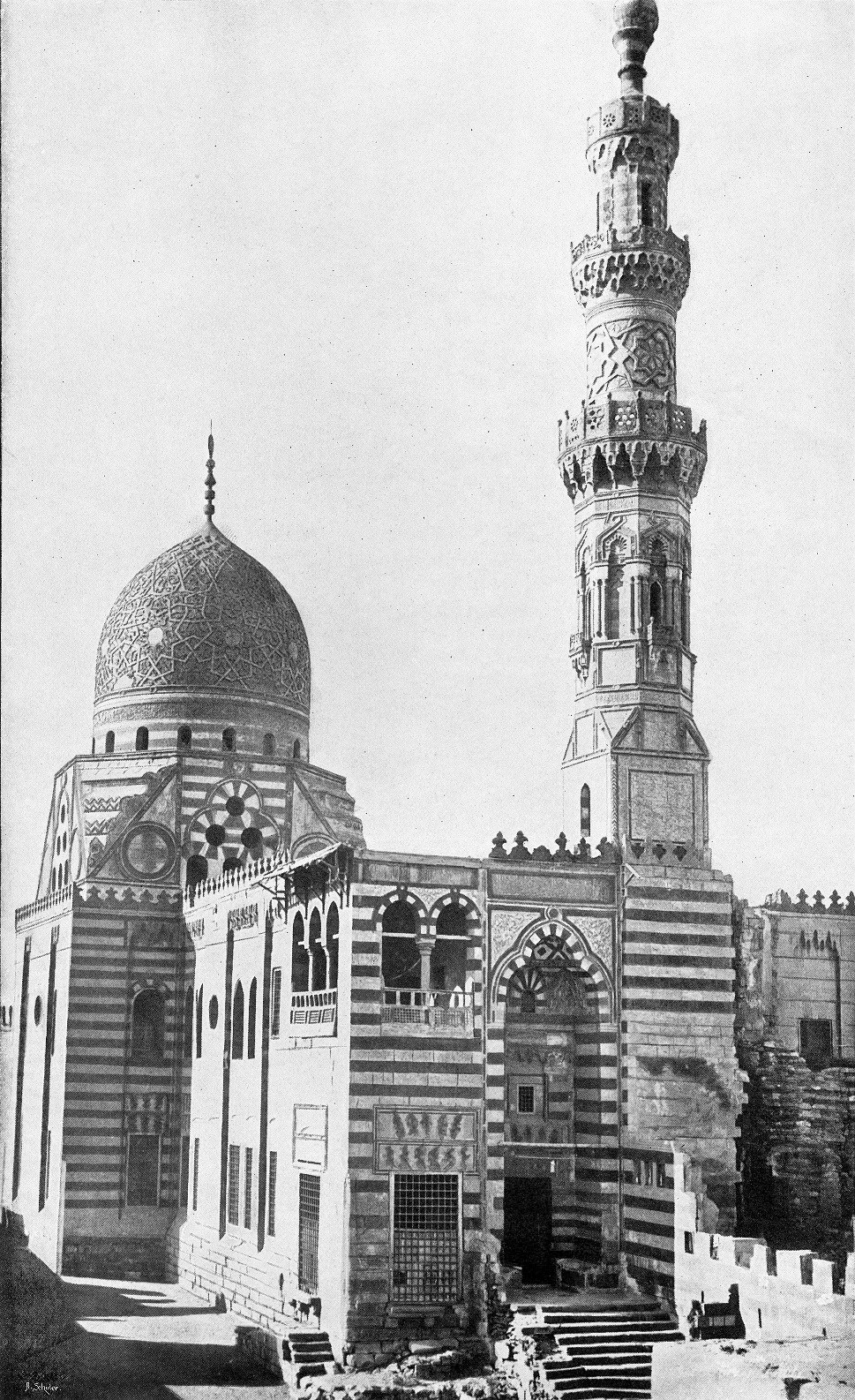
La moschea funebre di Sulṭān Qaytbay prima del restauro.
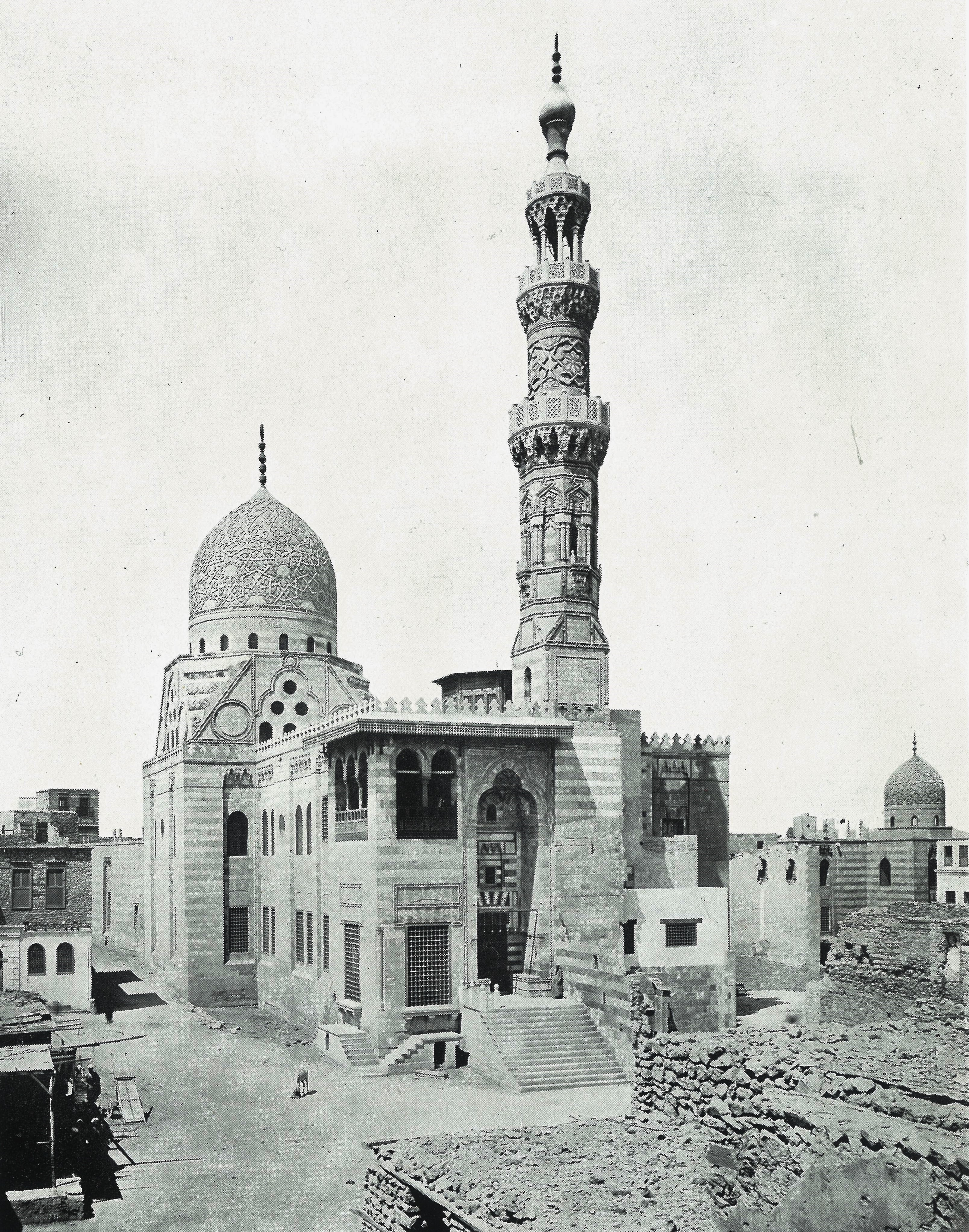
La moschea funebre di Sulṭān Qaytbay dopo il restauro.
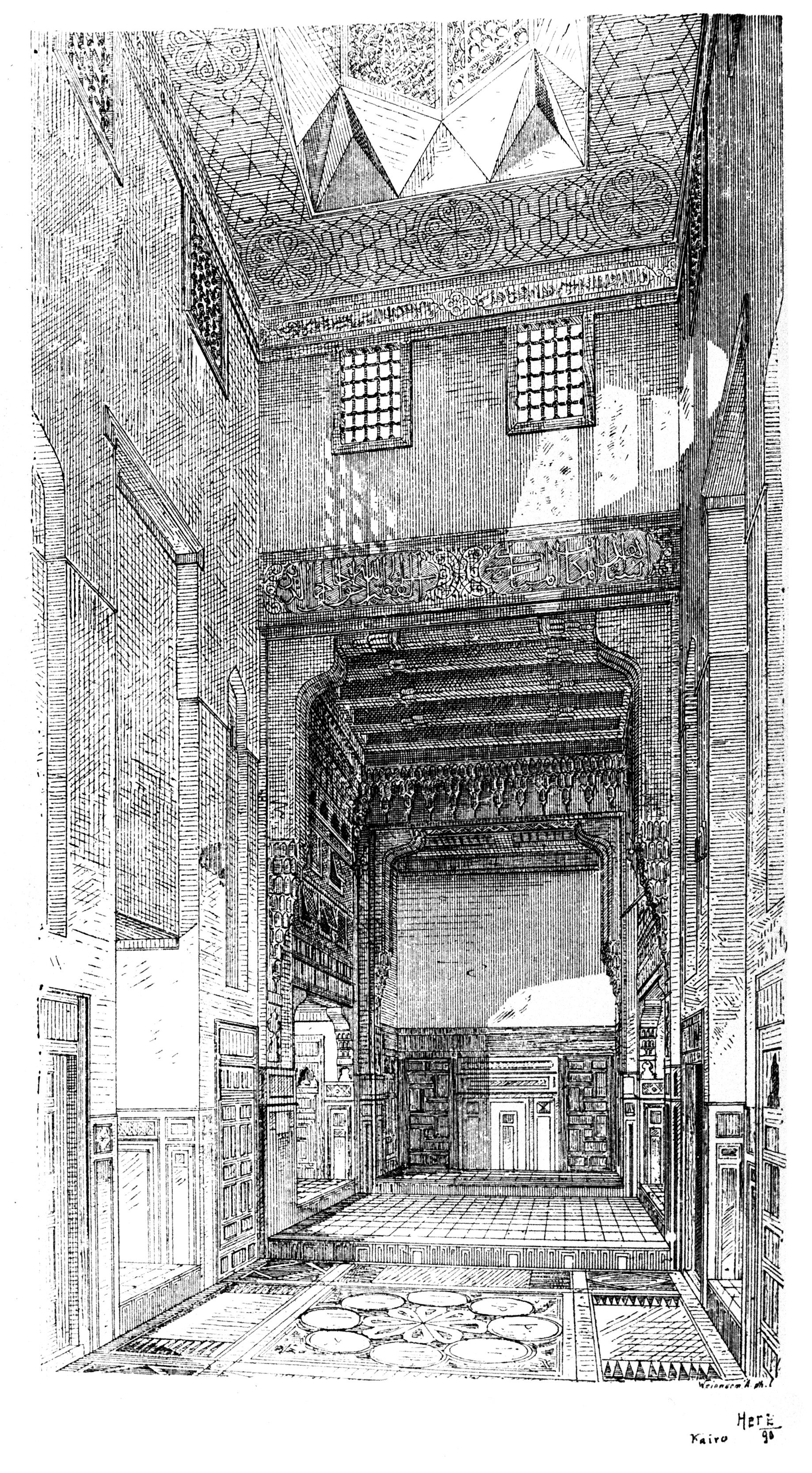
Il palazzo di Jamal al-Dīn al-Dahabī; il salone dopo il restauro.
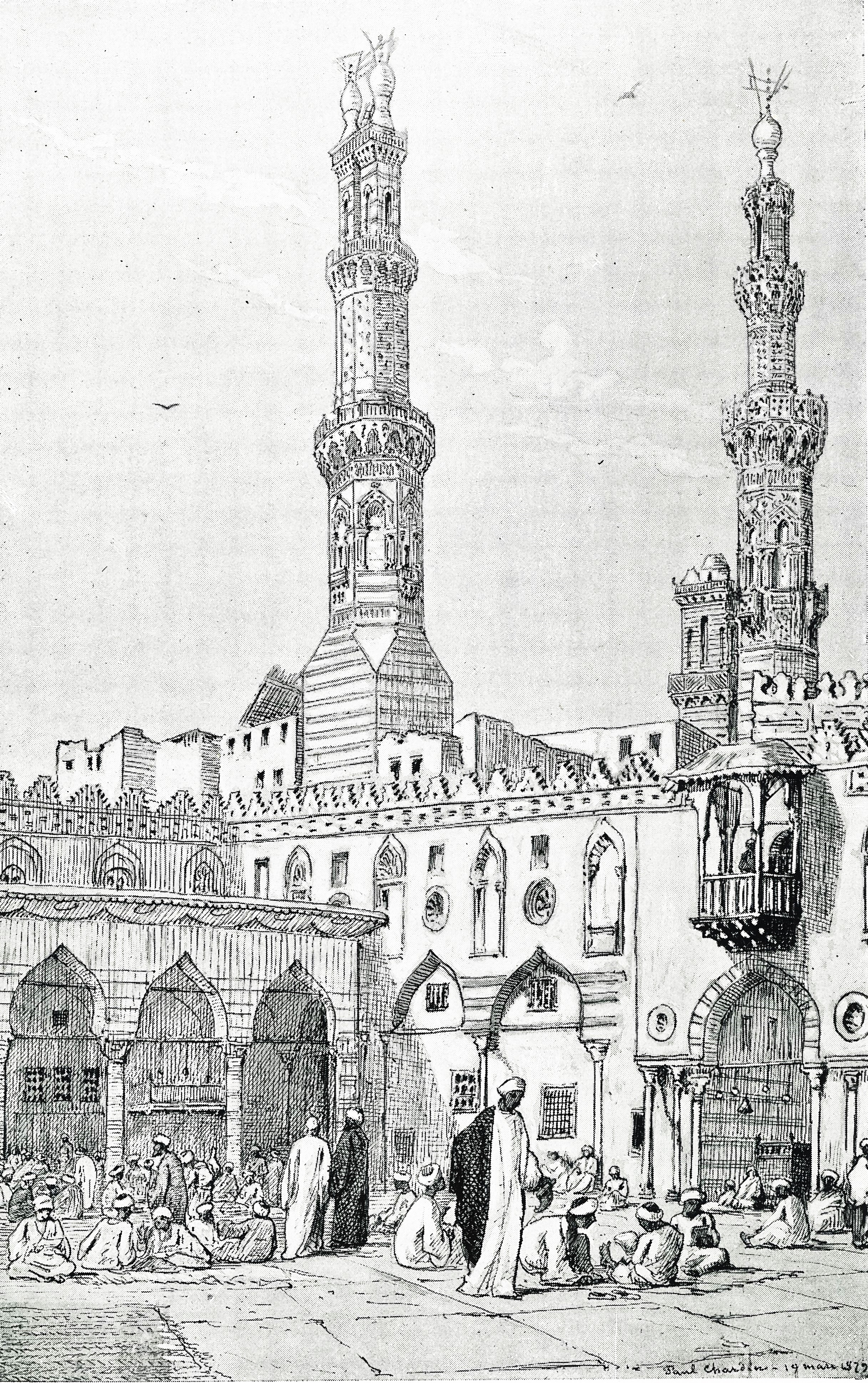
Corte della Moschea di al-Azhar prima del restauro. Herz rimosse le ultime modifiche sul lato sinistro e aprì le arcate e aprì le arcate murate che circondano il cortile.
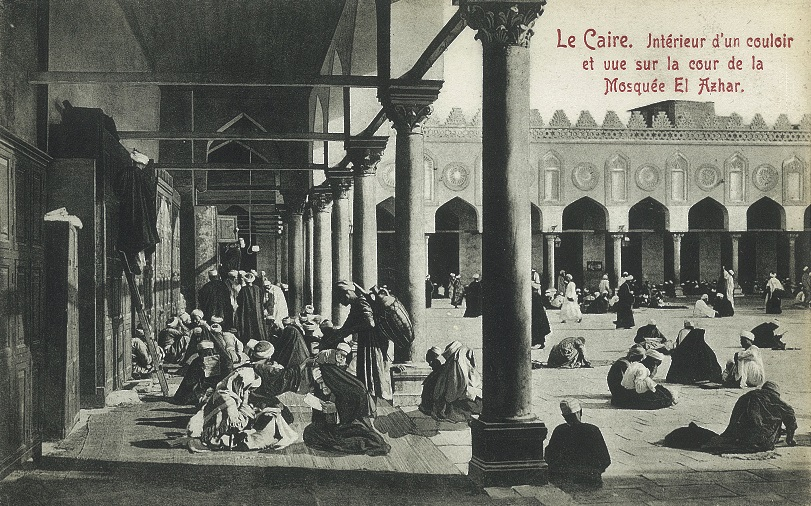
Corte della Moschea di al-Azhar dopo il restauro.

### Primo Direttore del Museo Arabo

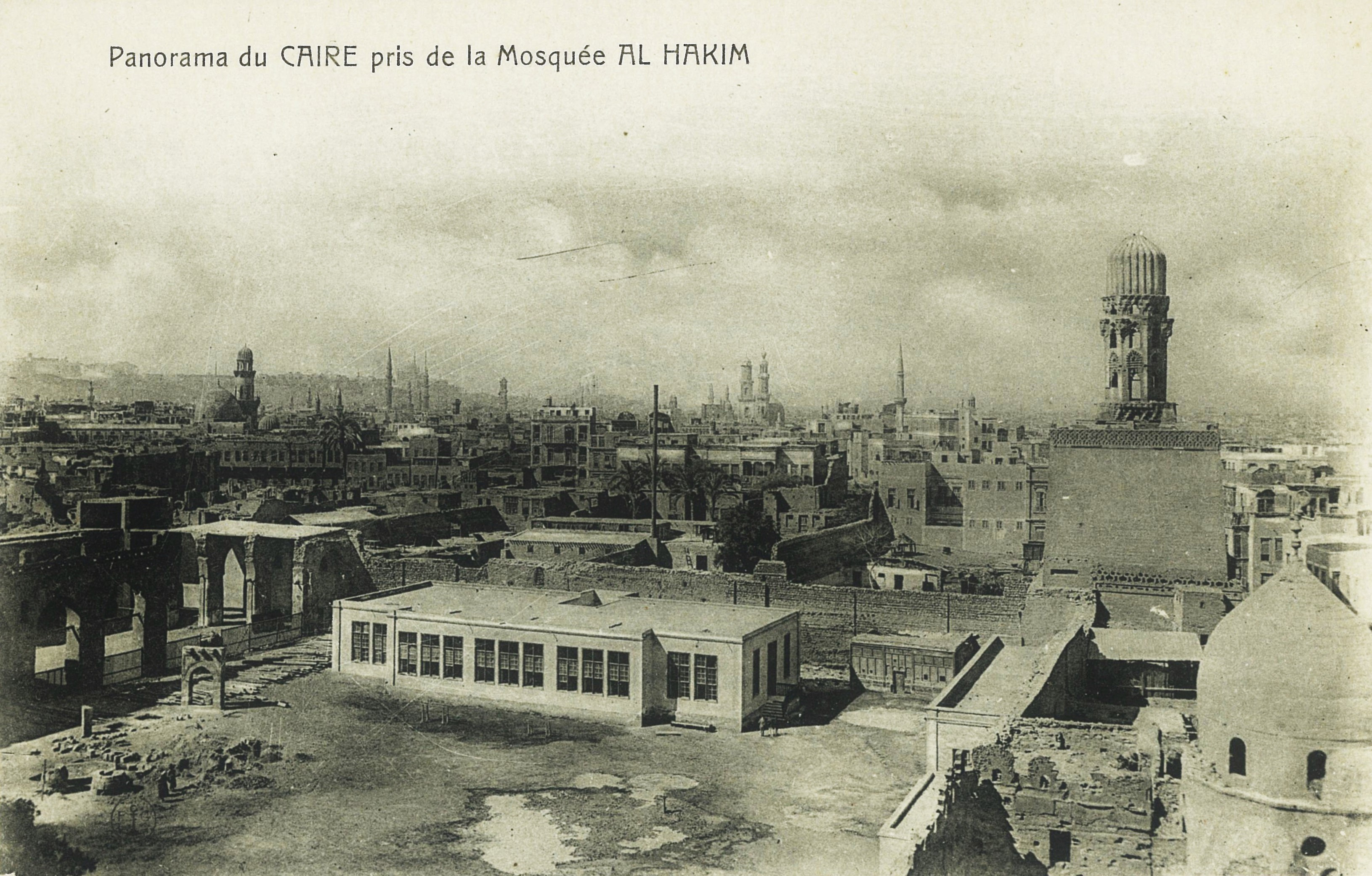
L'antico edificio del Museo Arabo sulle rovine della Moschea di al-Hakim.

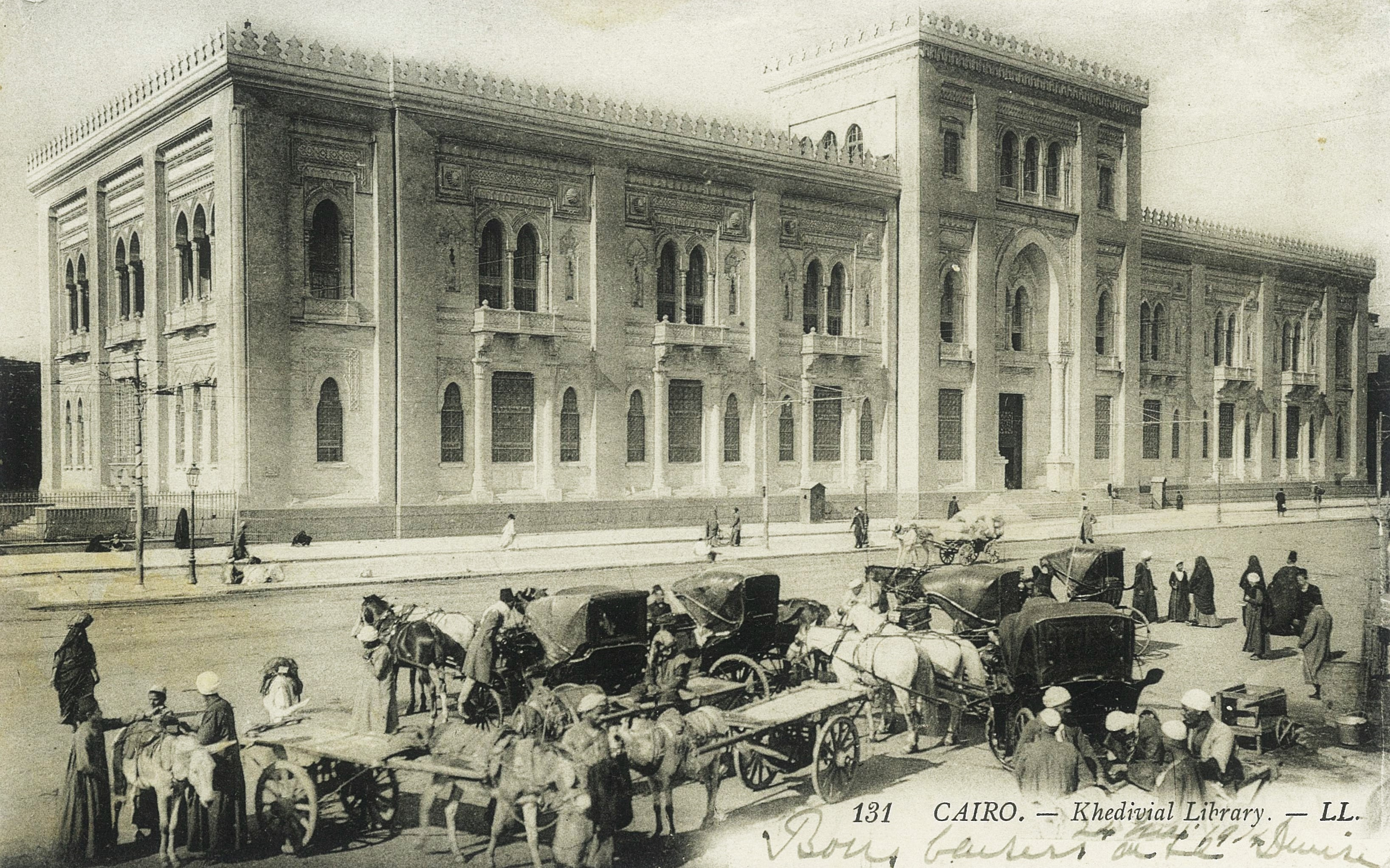
Il nuovo edificio del Museo Arabo (oggi Matḥaf al-fann al-islāmī, o Museo d'arte islamica).

Nel 1880 il Chedivè Tawfīq coinvolse Julius Franz Pascià nel progetto di fondazione del Museo Arabo (attualmente "Museo d'arte islamica"). Nel 1892 il Comité indicò Herz per la guida del Museo, e nel 1902 egli fu nominato Direttore. Ciò avvenne in concomitanza con l'inaugurazione del palazzo del nuovo museo, progettato da Alfonso Manescalco. Fino ad allora le collezioni del museo erano state ospitate in edifici provvisori nella diroccata Moschea di al-Hakim (990-1013), quando la carica di Direttore non esisteva ancora. Herz pubblicò il catalogo del Museo in lingua francese in due edizioni; entrambe furono tradotte in lingua inglese e la seconda edizione fu tradotta anche in lingua araba. In aggiunta alle descrizioni degli oggetti, i cataloghi contenevano una succinta esposizione della storia dell'arte arabo-islamica, in accordo con le materie rappresentate dalle collezioni museali, tanto da essere ancor oggi assai valido strumento di comprensione.